# عبد السميع عبد الله
عبد السميع عبد الله (25 أكتوبر 1916 - 11 أغسطس 1986) هو رسام كاريكاتير مصري، بدأ العمل عام 1945 في صحف ومجلات: الشعلة، وروز اليوسف، وأخبار اليوم، والجمهورية، ودار الهلال. كان له دور في الحملة ضد الفساد السياسي والاجتماعي قبل ثورة يوليو، ونقد الثورة في مواضع.

## حياته
ولد في 25 أكتوبر عام 1916م، بحي السيدة زينب، وظهرت موهبته منذ كان في المدرسة الابتدائية.

## مسيرته
تأثر برسوم "صاروخان"، وهو يمثل جيل الرواد في مدرسة فن الكاريكاتير في روزاليوسف، وكان قد عمل في بداية حياته مصمما أو رساماً في هيئة الطرق والكباري والأنفاق، ثم بدأ في رسم الكاريكاتير في مجلة «الشعلة» عام 1944م والتي أصدرها محمد على حماد. عندما رأى إحسان عبد القدوس رسوم الرسام عبد السميع، أعجب بها، فطلب منه الرسم لروزاليوسف، خاصة بعد رحيل «صاروخان» و«رخا» إلى جريدة الأخبار برفقة الأستاذ محمد التابعي. ومما يجذب الانتباه في الفنان عبد السميع هو التزامه السياسي، فقبل هذا الفنان الساخر كان بعض الرسامين، مثل عبد المنعم رخا، يرسم في خمس عشرة مجلة وصحيفة متباينة الاتجاهات السياسية، بل إن رخا كان ينتقد الوفد في «روزاليوسف»، ثم يخرج ليمتدحه في «الشعلة»، لأن فكر الكاريكاتير قبل قدوم عبد السميع إلى روزاليوسف؛ كان مبنياً على فكر رئيس التحرير، والذي كان يقوم بإمداد الرسام بالأفكار ليرسمها. وهذا هو نهج الأستاذ محمد التابعي في كاريكاتير روزاليوسف؛ فقد كان صاروخان ورخا ينفذان أفكاره لسنوات طويلة، لكن عبد السميع وقف يحاجي إحسان عبد القدوس، حين طلبه للعمل في «روزاليوسف» في عام 1946م، واشترط، وهو ألا يهاجم الوفد لمجرد أن ذلك الهجوم من سياسة «روزاليوسف»، بل إنه لم يعمد إلى هذا الهجوم إلا بعد اقتناعه شخصياً بضرورة مهاجمته لأنه أصبح حزباً تقليدياً. كذلك يحسب لهذا الفنان أنه سبق كلاً من صلاح جاهين، وجورج البهجوري، في تصميم غلاف مجلة روزاليوسف، المطبوع باللونين الأحمر والأسود حين بدأ ظهوره على غلافها وصفحاتها منذ عام 1946م. ولم يكن عبد السميع مجرد رسام كاريكاتير، بل كان أقرب إلى الزعيم الشعبي المحرض، والمحرك لمشاعر وأحاسيس الموظفين البسطاء من الشعب المصري. وبعد قيام الثورة في عام 1952 اتجهت رسوم عبد السميع لمهاجمة الإخوان المسلمين بقسوة؛ وهدد بالقتل، مما استدعى الأمر إلى تعيين مخبر له يتبعه ويقوم بحراسته. جمع لوحاته الكاريكاتيرية في كتاب حمل عنوان «أبيض وأسود»، كما أصدر مجموعة من القصص القصيرة منها : مجموعة "الجدار" التي صدرت عام 1979.